# Агостини, Джованни Антонио
Джованни Антонио Агостини (итал. Giovanni Antonio Agostini; 1550, Дзульо, Удине — 1631, Удине) — итальянский художник, скульптор, резчик.

## Биография
Первые сведения встречаются с 1570 года. Учился у Помпония Амальтео, ученика Джованни Антонио Порденоне, известного художника позднего периода маньеризма.
Специализировался на богатых деревянных алтарях, комплексах статуй и картин. Оставил значительное количество запрестольных образов и запрестольных образов, несколько полиптихов и деревянных алтарей, созданных в церквях северо-западной части провинции Удине. Высоко ценился как скульптор.
Похоронен в соборе Удине.
В городском музее Удине находится один из его запрестольных образов 1588 года.